# Lithobius nasuensis
Lithobius nasuensis är en mångfotingart som först beskrevs av Keizaburo Shinohara 1987.  Lithobius nasuensis ingår i släktet Lithobius och familjen stenkrypare. Inga underarter finns listade i Catalogue of Life.